# Нахур блакитний
Нахур блакитний, або блакитний баран (Pseudois nayaur) — ссавець роду Нахур (Pseudois) з родини бикових (Bovidae). 
Один з двох сучасних видів роду Нахур. Природний ареал проживання — високогірні райони Гімалаїв і Тибету, зазвичай біля лінії лісу і вище.